# Libro de reglas

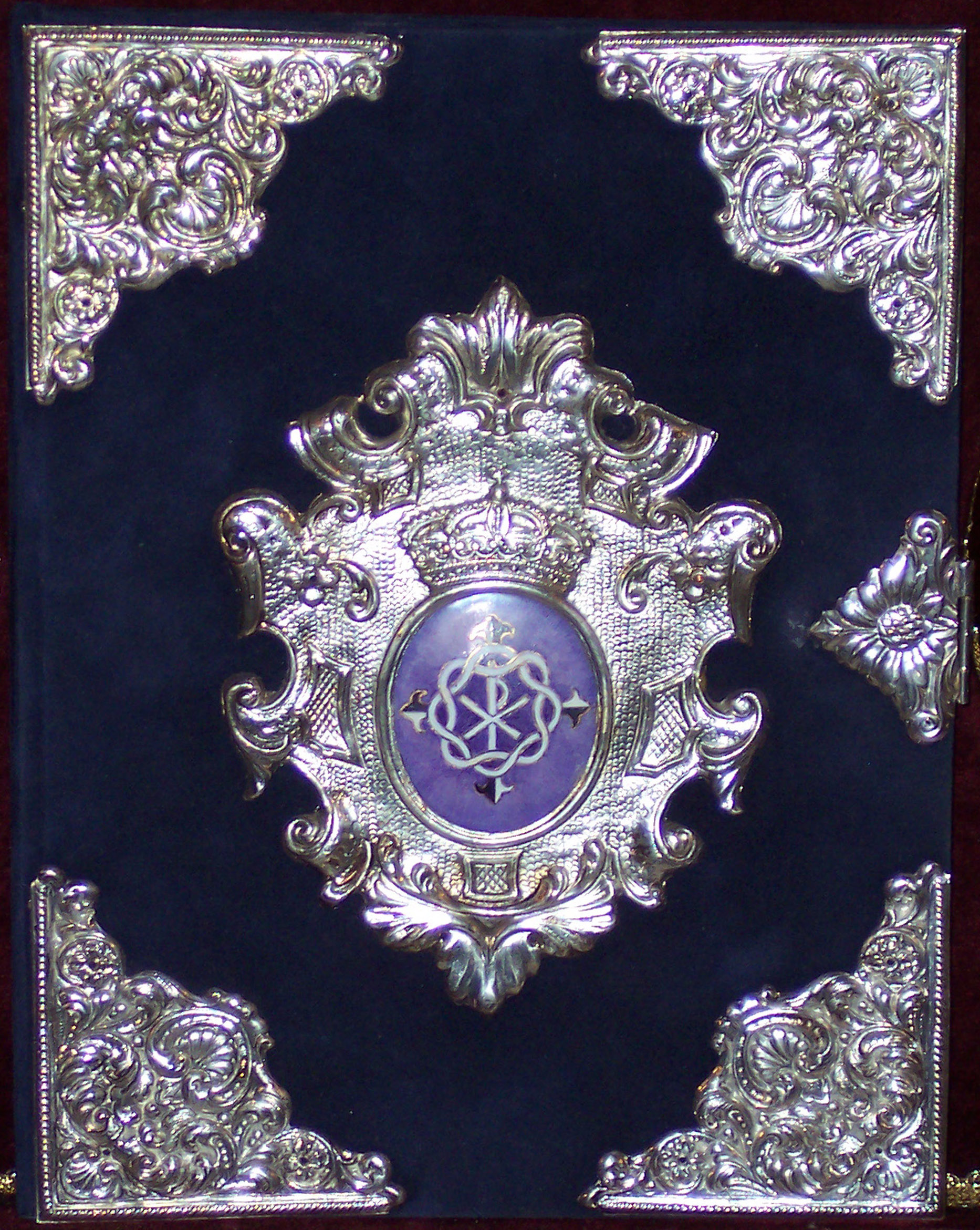
Libro de reglas de la Hermandad Dominicana de Salamanca.

El libro de reglas contiene las normas de una hermandad católica.

## Características
Los libros de reglas más antiguos son de mediados del siglo XVI. Suele estar encuadernado con terciopelo y adornos de metal. Algunos no tienen ilustraciones y otros están ilustrados con imágenes de Cristo, santos y elementos de la eucaristía.
Es portado por las hermandades y cofradías en sus procesiones.